# Augusto Fernández Guerra
Augusto Fernández Guerra   (Madrid, 23 de setembre de 1997) és un pilot de motociclisme mallorquí d'origen madrileny que va ser campió del món de Moto2 el 2022.

## Carrera esportiva

### Primers anys

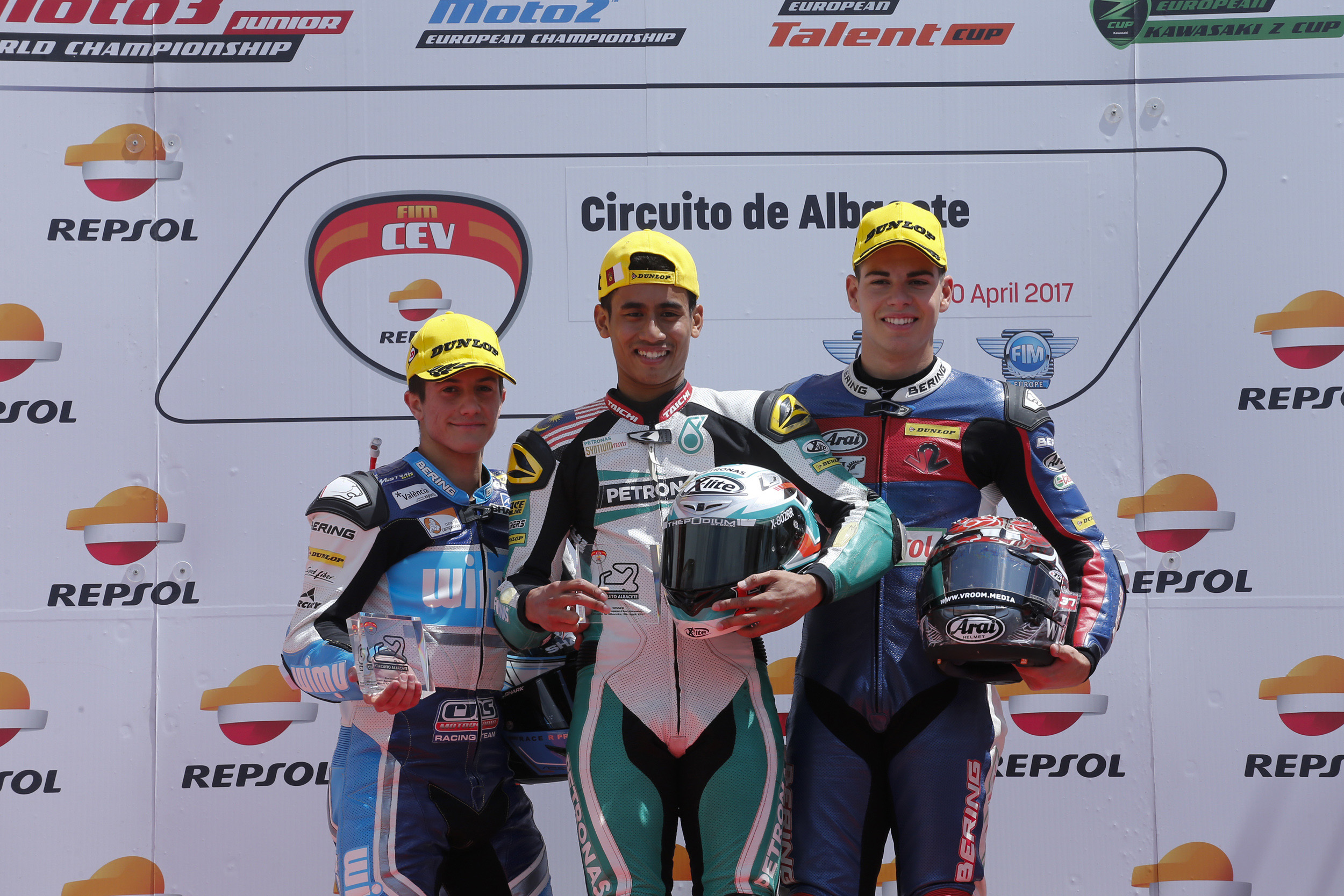
A la dreta, Fernández al podi d'Albacete durant el CEV del 2017

Nascut a Madrid, Fernández ha viscut des de ben petit a Sencelles, al Pla de Mallorca, on es traslladà la seva família quan ell tenia dos mesos. Va començar a competir de jove i el 2011, a catorze anys, va debutar a la Copa d'Europa Júnior (European Junior Cup), campionat que va guanyar el 2014 amb una Honda CBR500R de l'equip WIL Sport. El 2015 va quedar quart al campionat d'Europa de Superstock 600 amb una Honda CBR 600RR, guanyant l'última cursa d'aquesta categoria a Magny-Cours i esdevenint així el primer espanyol a guanyar una cursa en aquest campionat. Aquell any mateix va participar en la prova d'Imola del campionat d'Itàlia de velocitat (CIV) en la classe Supersport, on fou tercer a la segona cursa. El 2016 va acabar cinquè a la categoria de Moto2 del campionat d'Espanya (CEV).

### Moto2
Fernández va debutar al Campionat del Món de Moto2 el 2017, quan va córrer el Gran Premi d'Itàlia substituint Axel Bassani a l'equip Speed Up Racing, on tingué de company Simone Corsi. Va acabar reemplaçant Bassani la resta de la temporada, puntuant a les dues últimes curses del campionat i va acabar la temporada en el lloc trenta-unè. Aquell mateix any va participar en la cursa inaugural del CEV de Moto2, on fou tercer.
El 2018, després de començar la temporada a la classe Moto2 del CEV va passar a competir al mundial de la mateixa categoria a partir del Gran Premi de Catalunya, on va continuar fins al final de la temporada com a substitut d'Héctor Barberá amb la Kalex de l'equip Pons HP40. Pons va fitxar el mallorquí després d'acomiadar Barberá per haver donat positiu en un control d'alcoholèmia. Durant la temporada, Fernández va aconseguir el seu millor resultat fins aleshores en acabar quart al Gran Premi d'Austràlia, on a més a més va fer la volta ràpida. Va acabar el campionat al divuitè lloc final.
El 2019 continuà amb el mateix equip, amb Lorenzo Baldassarri de company. Va obtenir la seva primera victòria al mundial al Gran Premi dels Països Baixos, a la qual en van seguir dues més (Gran Bretanya i San Marino), dos tercers llocs (Espanya i França) i una pole position a Catalunya, de manera que va acabar el campionat en la cinquena posició final. Durant la temporada es va haver de perdre els Grans Premis de l'Argentina i de les Amèriques a causa d'una fractura del radi esquerre i del cúbit durant els entrenaments de l'Argentina.
El 2020 va competir amb una Kalex de l'equip Marc VDS Racing com a company de Sam Lowes en substitució d'Àlex Márquez. Amb tot, no va poder pujar al podi durant la temporada i el seu millor resultat va ser un quart lloc a França. Durant la temporada es va haver de perdre el Gran Premi d'Europa a causa d'una fractura al peu esquerre patida en els entrenaments del Gran Premi. Va acabar la temporada al tretzè lloc final.
El 2021, al mateix equip, malgrat les quatre retirades en les vuit primeres curses de la temporada va millorar i més endavant va acabar tercer a Assen, Spielberg (Estíria i Àustria) i Aragó, segon a Rímini i després tercer a Xest, aconseguint doncs sis podis en les últimes deu curses. Va acabar la temporada en cinquena posició.
El 2022 entrà a l'equip Red Bull KTM Ajo com a company de Pedro Acosta. A la darrera cursa, el Gran Premi de la Comunitat Valenciana, es va proclamar campió del món.

### MotoGP
El 2023, Fernández passà a la categoria reina, MotoGP, amb l'equip GasGas Factory Racing Tech3 al costat de Pol Espargaró, qui fou substituït en la primera part de la temporada per Jonas Folger. Va aconseguir el seu millor resultat de la temporada al Gran Premi de França, on fou quart, i al final del campionat va guanyar el premi de Rookie of the Year (de fet, era l'únic debutant a MotoGP aquell any).

## Resultats al Mundial de motociclisme

### Per temporada
| Temporada | Categoria | Moto     | Equip                       | Curses | Victòries | Podis | Poles | FLaps | Pts   | Posició | Títols |
| --------- | --------- | -------- | --------------------------- | ------ | --------- | ----- | ----- | ----- | ----- | ------- | ------ |
| 2017      | Moto2     | Speed Up | Speed Up Racing             | 13     | 0         | 0     | 0     | 0     | 6     | 31è     | –      |
| 2018      | Moto2     | Kalex    | Pons HP40                   | 12     | 0         | 0     | 0     | 1     | 45    | 18è     | –      |
| 2019      | Moto2     | Kalex    | Flexbox HP40                | 17     | 3         | 5     | 1     | 3     | 207   | 5è      | –      |
| 2020      | Moto2     | Kalex    | EG 0,0 Marc VDS             | 14     | 0         | 0     | 0     | 1     | 71    | 13è     | –      |
| 2021      | Moto2     | Kalex    | Elf Marc VDS Racing Team    | 18     | 0         | 6     | 0     | 1     | 174   | 5è      | –      |
| 2022      | Moto2     | Kalex    | Red Bull KTM Ajo            | 20     | 4         | 9     | 2     | 5     | 271.5 | 1r      | 1      |
| 2023      | MotoGP    | KTM      | GasGas Factory Racing Tech3 | 20     | 0         | 0     | 0     | 0     | 71    | 17è     | –      |
| 2024      | MotoGP    | KTM      | Red Bull GasGas Tech3       | 20     | 0         | 0     | 0     | 0     | 27    | 20è     | –      |
| Total     | Total     | Total    | Total                       | 133    | 7         | 20    | 3     | 11    | 872,5 |         | 1      |

### Per categoria
| Categoria | Temporada       | 1a Cursa        | 1r Podi         | 1a Victòria        | Curses | Victòries | Podis | Poles | FLaps | Pts   | Títols |
| --------- | --------------- | --------------- | --------------- | ------------------ | ------ | --------- | ----- | ----- | ----- | ----- | ------ |
| Moto2     | 2017–2022       | 2017 Itàlia     | 2019 Espanya    | 2019 Països Baixos | 94     | 7         | 20    | 3     | 11    | 774.5 | 1      |
| MotoGP    | 2023–actualitat | 2023 Portugal   |                 |                    | 39     | 0         | 0     | 0     | 0     | 98    | 0      |
| Total     | 2017–actualitat | 2017–actualitat | 2017–actualitat | 2017–actualitat    | 133    | 7         | 20    | 3     | 11    | 872,5 | 1      |

### Curses per any
Barem de puntuació de 1993 ençà:
| Posició | 1  | 2  | 3  | 4  | 5  | 6  | 7 | 8 | 9 | 10                | 11                | 12                | 13                | 14                | 15                |                   |
| Cursa   | 25 | 20 | 16 | 13 | 11 | 10 | 9 | 8 | 7 | 6                 | 5                 | 4                 | 3                 | 2                 | 1                 |                   |
| Sprint  | 12 | 9  | 7  | 6  | 5  | 4  | 3 | 2 | 1 | [ Nota Sprint 1 ] | [ Nota Sprint 1 ] | [ Nota Sprint 1 ] | [ Nota Sprint 1 ] | [ Nota Sprint 1 ] | [ Nota Sprint 1 ] | [ Nota Sprint 1 ] |

1. ↑  La cursa Sprint per a la categoria MotoGP va ser introduïda la temporada del 2023

(Ids. Grans Premis | Llegenda) (Curses en negreta indiquen pole; curses en  itàlica indiquen volta ràpida; les posicions en superíndex són les de la cursa Sprint)
| Any  | Categoria | Moto     | 1       | 2       | 3       | 4        | 5       | 6       | 7       | 8       | 9       | 10     | 11      | 12     | 13      | 14     | 15      | 16      | 17      | 18      | 19      | 20      | Pos | Pts   |
| ---- | --------- | -------- | ------- | ------- | ------- | -------- | ------- | ------- | ------- | ------- | ------- | ------ | ------- | ------ | ------- | ------ | ------- | ------- | ------- | ------- | ------- | ------- | --- | ----- |
| 2017 | Moto2     | Speed Up | QAT     | ARG     | AME     | ESP      | FRA     | ITA 25  | CAT 21  | NED 19  | GER DSQ | CZE 27 | AUT 16  | GBR 26 | SM Ret  | ARA 22 | JPN 16  | AUS 17  | MAL 12  | VAL 14  |         |         | 31è | 6     |
| 2018 | Moto2     | Kalex    | QAT     | ARG     | AME     | ESP      | FRA     | ITA     | CAT 14  | NED 12  | GER 15  | CZE 12 | AUT Ret | GBR C  | SM Ret  | ARA 13 | THA Ret | JPN 6   | AUS 4   | MAL Ret | VAL 8   |         | 18è | 45    |
| 2019 | Moto2     | Kalex    | QAT 5   | ARG DNS | AME     | ESP 3    | FRA 3   | ITA 5   | CAT 4   | NED 1   | GER 6   | CZE 8  | AUT 5   | GBR 1  | SM 1    | ARA 22 | THA 4   | JPN 8   | AUS 19  | MAL 11  | VAL 6   |         | 5è  | 207   |
| 2020 | Moto2     | Kalex    | QAT Ret | ESP 13  | ANC 13  | CZE 5    | AUT 8   | STY Ret | SM 5    | EMI 18  | CAT Ret | FRA 4  | ARA 11  | TER 8  | EUR DNS | VAL 15 | POR 8   |         |         |         |         |         | 13è | 71    |
| 2021 | Moto2     | Kalex    | QAT 14  | DOH 6   | POR 5   | ESP Ret  | FRA Ret | ITA Ret | CAT 5   | GER Ret | NED 3   | STY 3  | AUT 3   | GBR 6  | ARA 3   | SM 6   | AME 4   | EMI 2   | ALR 9   | VAL 3   |         |         | 5è  | 174   |
| 2022 | Moto2     | Kalex    | QAT 4   | INA 5   | ARG Ret | AME 9    | POR Ret | ESP 4   | FRA 1   | ITA 5   | CAT 3   | GER 1  | NED 1   | GBR 1  | AUT 5   | SM 3   | ARA 3   | JPN 2   | THA · 7 | AUS Ret | MAL 4   | VAL 2   | 1r  | 271.5 |
| 2023 | MotoGP    | KTM      | POR 13  | ARG 11  | AME 10  | ESP 13   | FRA 4   | ITA 15  | GER 11  | NED 10  | GBR 118 | AUT 14 | CAT 9   | SM 16  | IND Ret | JPN 7  | INA Ret | AUS Ret | THA 17  | MAL 14  | QAT 159 | VAL Ret | 17è | 71    |
| 2024 | MotoGP    | KTM      | QAT 17  | POR 11  | AME 14  | ESP Ret7 | FRA 13  | CAT Ret | ITA Ret | NED 14  | GER 16  | GBR 16 | AUT 15  | ARA 12 | SM Ret  | EMI 18 | INA Ret | JPN Ret | AUS 179 | THA Ret | MAL 10  | SLD 19  | 20è | 27    |

 Només s'atorgà la meitat dels punts en haver-se completat menys de dos terços de distància de la cursa (però almenys tres voltes completes)